# Fopdraadwatje
Het fopdraadwatje (Trichia varia) is een slijmzwam uit de familie Trichiidae. Het komt voor in naaldbos en gemengd bos. Het leeft saprotroof op dood hout. Zeldzamer komt het voor op bladeren. Vruchtlichamen komen het hele jaar voor.

## Kenmerken

### Uiterlijke kenmerken
Sporangia
Het fopdraadwatje groeit in kleine of grote groepen, meestal zittend en soms op een kort steeltje. De sporangia zijn bolvormig of omgekeerd eivormig en 0,6 tot 0,9 mm diameter. Ze zijn kort gesteeld of vormen korte plasmodiocarpen. De kleur is oker-geel tot geel-bruin of olijfkleurig. Het hypothallus is breed uitgestrekt, onopvallend, dun, kleurloos tot bruin en vliezig tot hoornachtig.
Peridium
Het peridium is membraneus (vliezig) en kenmerkend gemarkeerd met ringvormige of halvemaanvormige verdikkingen.
Steel
De steel heeft een hoogte van 0,1 tot 0,5 mm. Het is dik, zwart en gegroefd.
Plasmodium
Het plasmodium is wit. 

### Microscopische kenmerken
Elateren
De elateren zijn 3 tot 5 μm in dikte en oranje of okergeel van kleur. De elateren zijn voorzien van twee losgewonden, gladde spiralen (of zelden een spiraal) die aan een kant meer uitsteekt dan aan de andere kant. De punten hebben een lengte van 10-15 (-20) μm.
Sporen
De sporen zijn oker of geelkleurig, fijnstekelig en meten 11 tot 16 μm in diameter.

## Verspreiding
Het fopdraadwatje heeft een wereldwijde spreiding. In Nederland komt het fopdraadwatje algemeen voor.

## Foto's

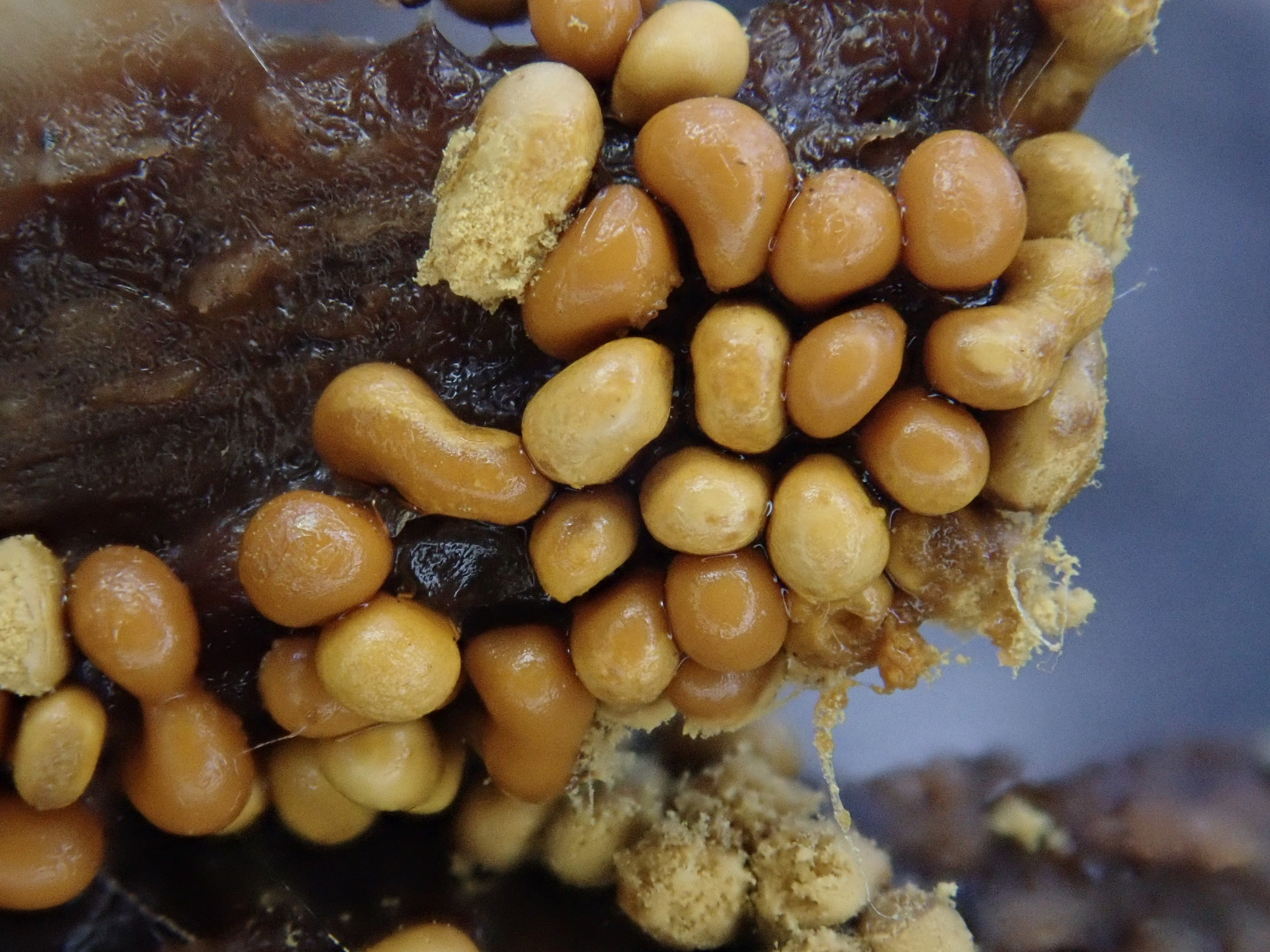
Gele exemplaren
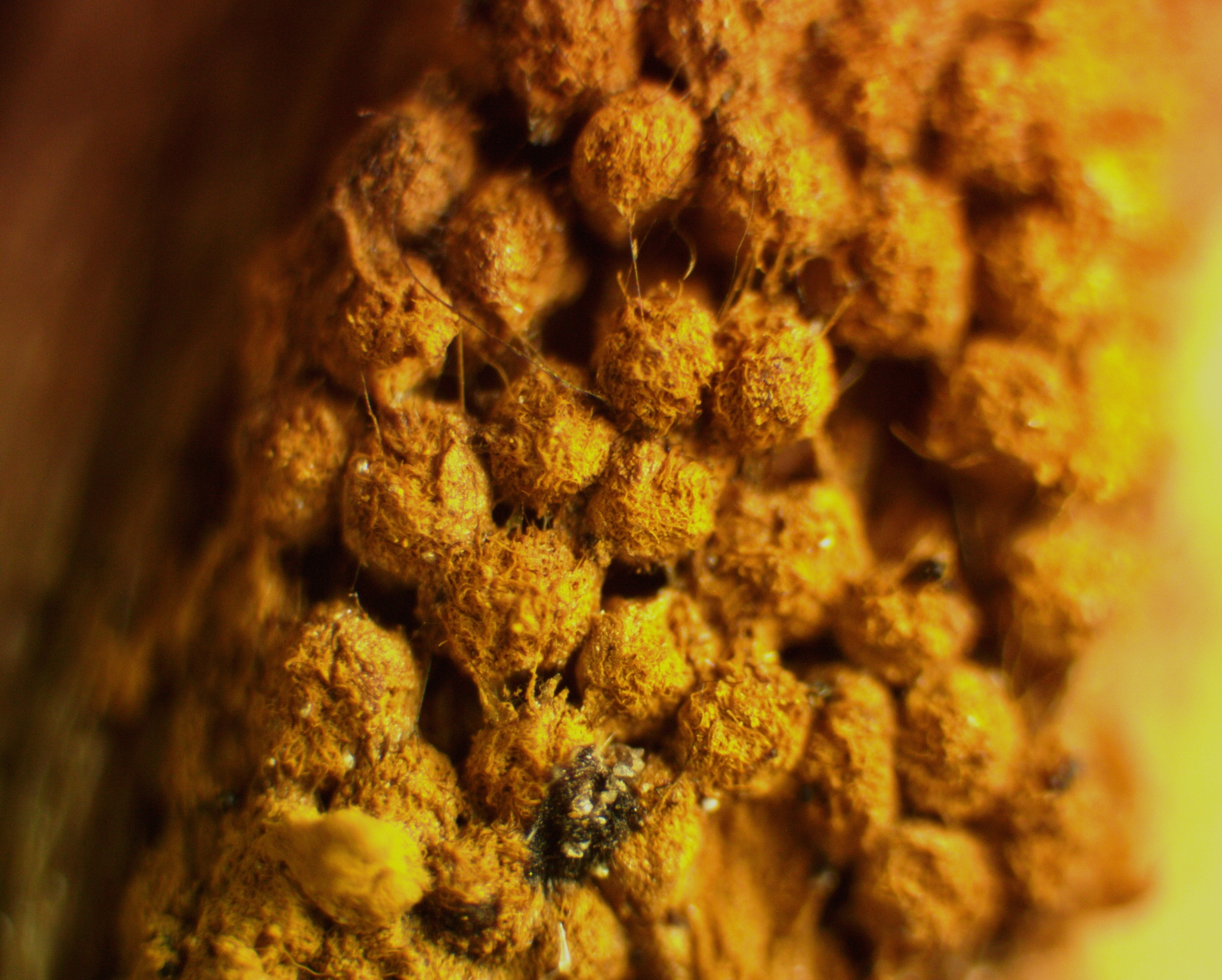
Bruine exemplaren
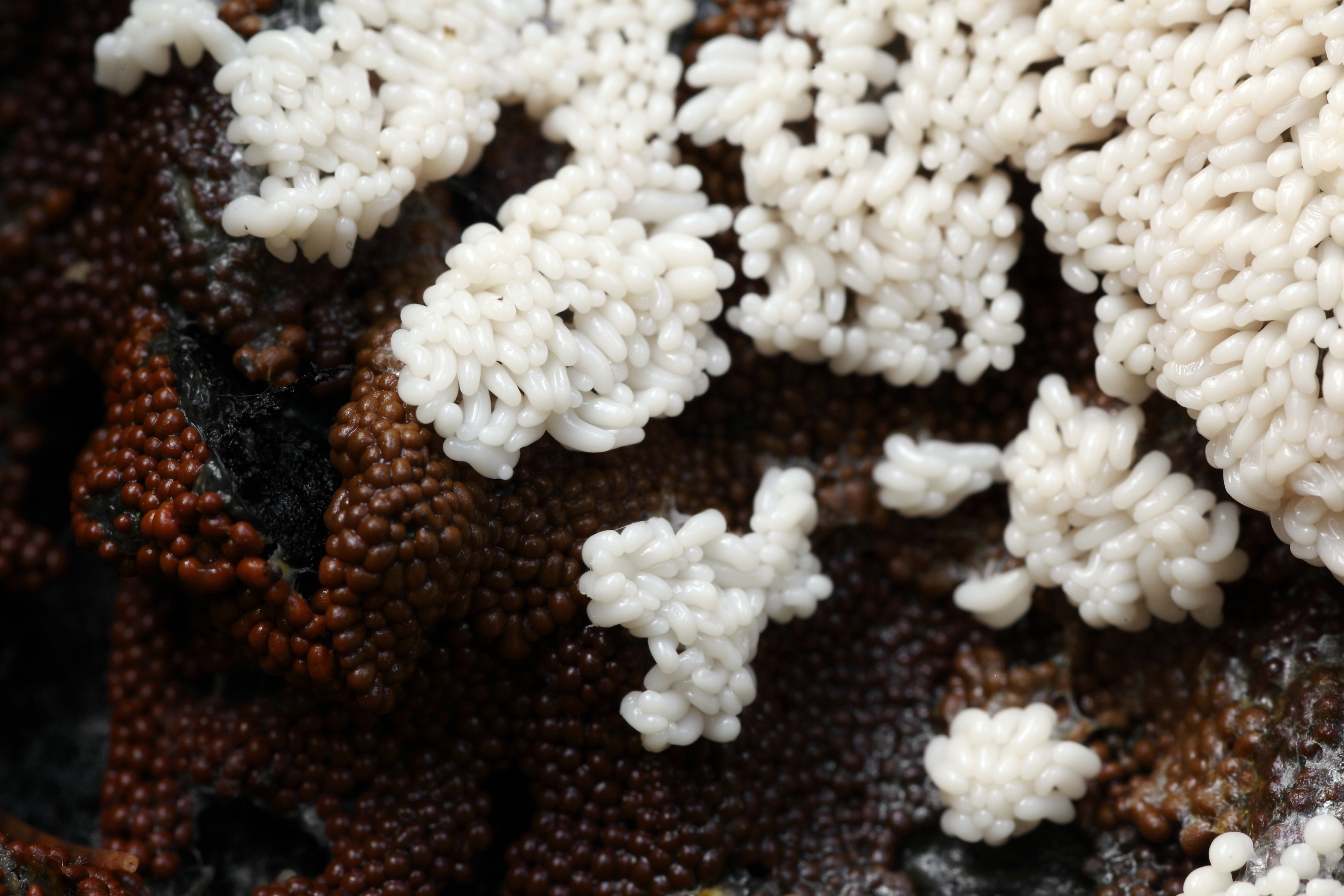
Plasmodium
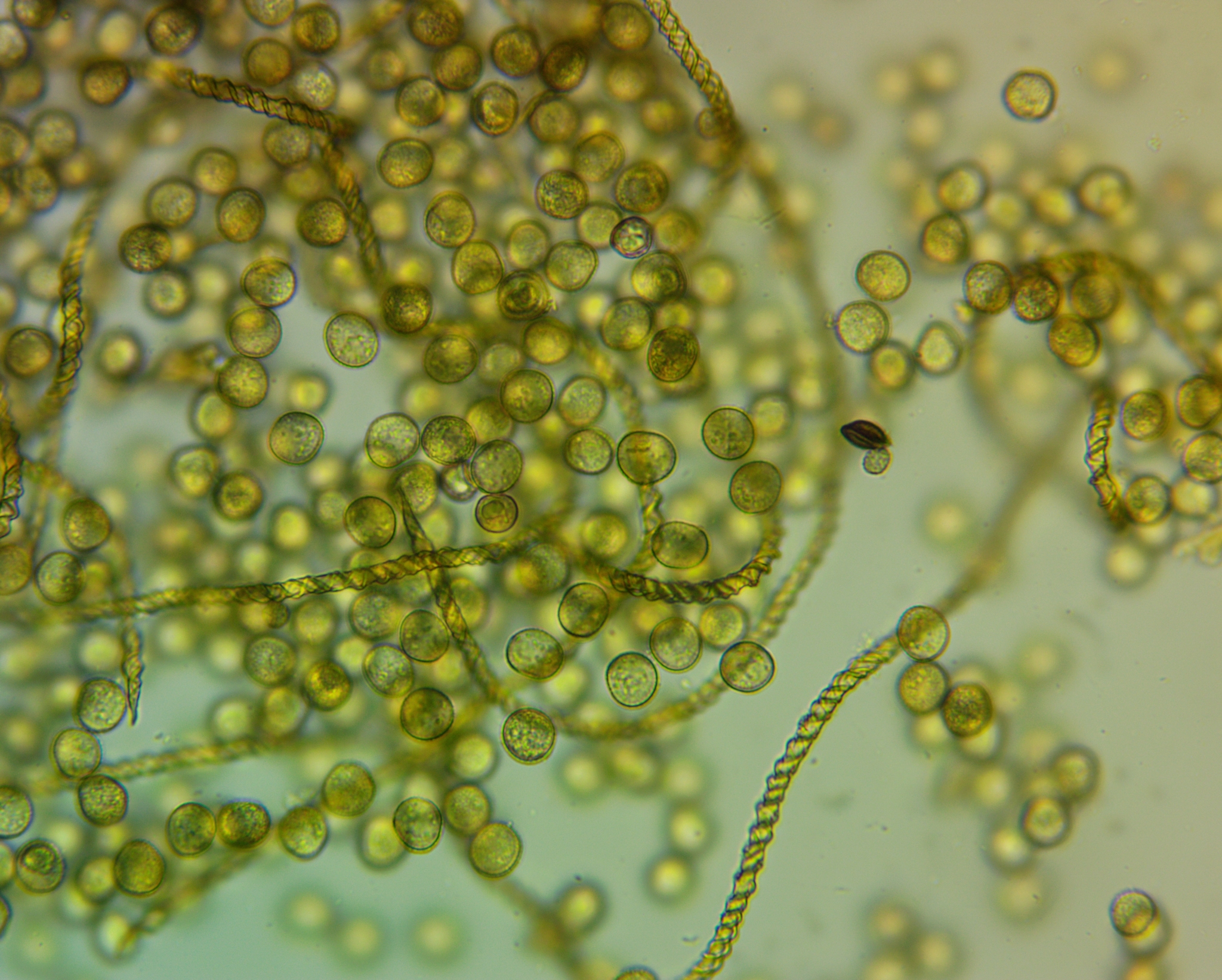
Sporen
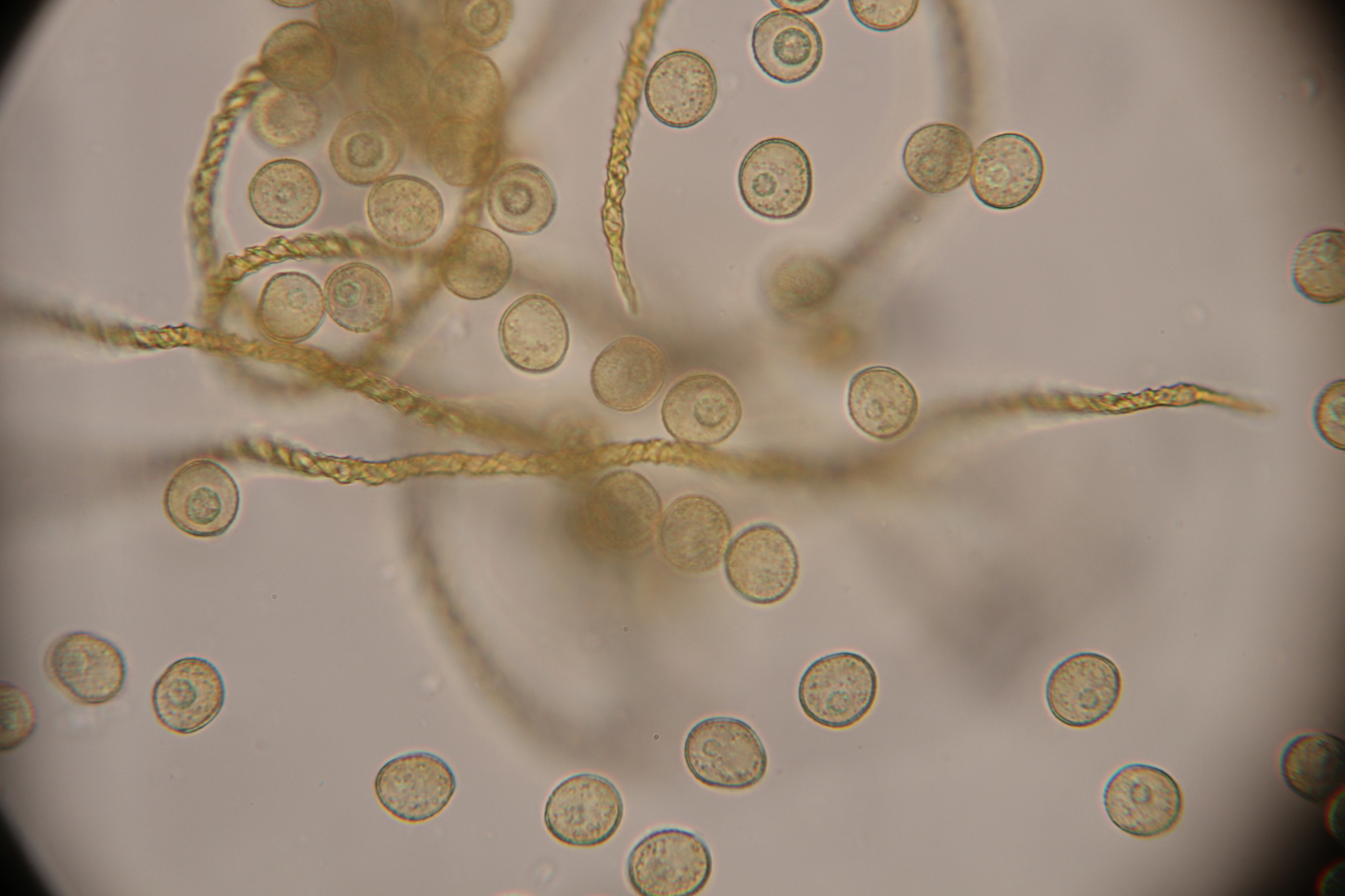
Sporen met elateren
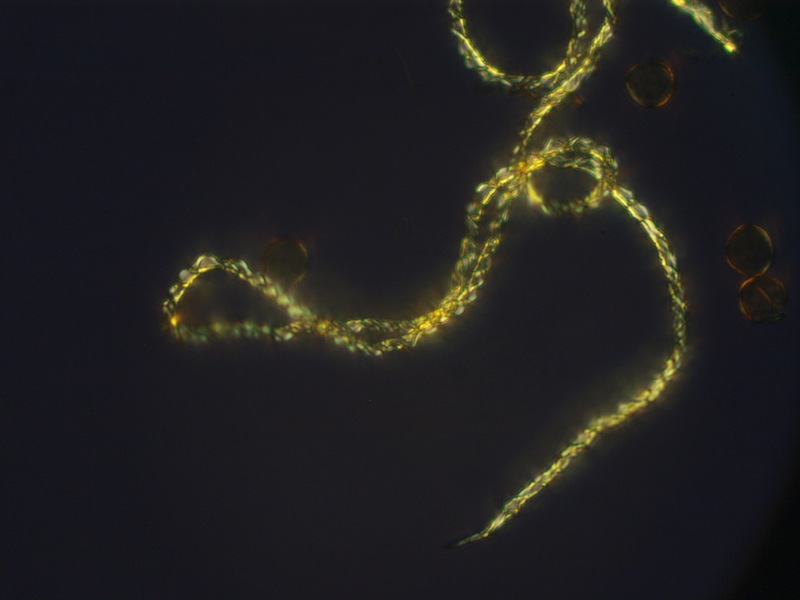
Een elater